# Mussolini Speaks
Mussolini Speaks è un film documentario del 1933.

## Contenuti
È dedicato ai primi dieci anni del governo presieduto da Benito Mussolini raccontato dallo scrittore statunitense Lowell Thomas che interpreta i discorsi del Duce. Il documentario include delle riprese della marcia su Roma, del trattato di pace tra l'Italia ed il Vaticano, e dei progetti ingegneristici inerenti all'Italia stessa e quelli riguardanti l'espansione coloniale in Nordafrica.

## Produzione
Fu prodotto e distribuito dalla Columbia Pictures ed incassò un milione di dollari negli Stati Uniti. Gli americani infatti apprezzavano molto il dittatore per il suo anticomunismo, antisocialismo e l'immagine di governo efficiente trasmessa dal documentario, tanto che nei commenti, Lowell definì Mussolini «un moderno Cesare». Fu prodotto dai fratelli ebrei Harry e Jack Cohn (quest'ultimo fu il montatore delle scene), che dopo le leggi razziali fasciste e l'entrata in guerra dell'Italia contro gli Stati Uniti fecero di tutto per minimizzare ed occultare la precedente simpatia per Mussolini che emerge dal documentario.